# Santuari de la Mare de Déu de la Victòria

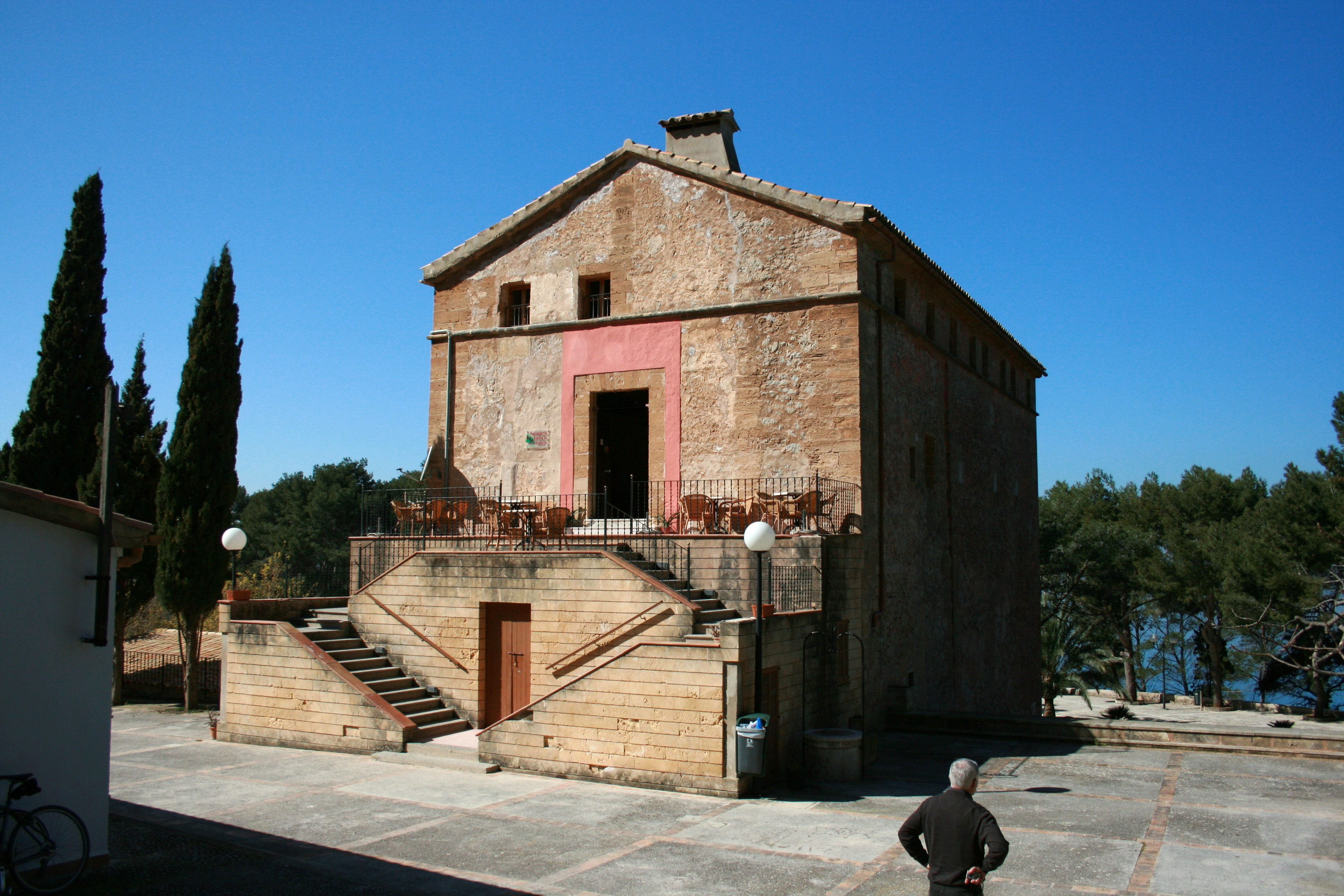
L'escalinata

L'Ermita de la Mare de Déu de la Victòria és un santuari mallorquí situat dins el terme d'Alcúdia, al peu de la Talaia d'Alcúdia. L'edifici data del segle xvii, amb els orígens dins el segle xv, i acull la imatge de la Mare de Déu de la Victòria.
Cada 2 de juliol s'hi realitza una pujada per celebrar la festa de la Mare de Déu, i el dimarts de Pasqua s'hi celebra un Pancaritat. Devora el santuari actualment hi ha un restaurant.

## Descripció
L'edifici és edificat en una esplanada, i comprèn l'església, a la planta inferior, i l'hostatgeria, al nivell superior. Al frontis hi ha un portal allindanat, amb una fornícula amb una imatge just damunt i una petita rosassa. Damunt la rosassa hi ha una finestra amb un matacà, que ja correspon a l'hostatgeria, amb cuina i habitacions. La façana posterior té una escalinata que porta a una terrassa situada a la primera planta, i que permet l'accés a l'hostatgeria.
L'interior de l'església fa 10,8 m de llargària i 5 m d'amplària, i és de nau única amb tres capelles laterals i capçalera absidal. La coberta és de volta de canó, i al centre del retaule major hi ha la imatge de la Mare de Déu de la Victòria.

## Història
En aquest indret es documenta la presència d'ermitans per primera vegada el 1395. El 1403, el bisbe Lluís de Prades i d'Arenós concedí permís a l'ermità carmelità Diego Garcia per convertir l'ermita en oratori públic on es venerava una imatge de la Mare de Déu. Posteriorment s'hi afegiren altres ermitans, que foren molt populars per les medicines que preparaven. A la mort de fra Diego Garcia el 1426, la comunitat d'ermitans continuà. El 1429 s'hi documenta l'ermità fra Joan Coll, procedent de Ternelles.
El 1482 s'hi fundà un convent carmelità sota el nom de la Victòria, i així la marededeu de Fra Diego també prengué aquest nom. El 1522, durant la Germania, el prior del convent Antoni d'Àvila donà alerta als alcudiencs de l'arribada dels agermanats per assaltar la ciutat; això els donà temps per organitzar-se i rebutjar l'atac. En agraïment a la Mare de Déu, el 1524 els alcudiencs organitzaren una processó solemne, i a partir de llavors la imatge rebé exclusivament aquesta advocació. El convent durà fins al Concili de Trento, que prohibia habitar en despoblat les comunitats.
A mitjan segle xvi, l'edifici fou desallotjat per mor de l'amenaça dels atacs dels sarraïns. Davant aquest abandó, el 1576 hom autoritzà els religiosos a tornar al convent, i així reconstruïren el campanar, que s'havia esbucat. Tot i així, el convent no prosperà i es tornà a abandonar cap a 1590. Davant l'estat d'abandonament de l'edifici, els jurats ordenaren diverses obres de restauració per evitar que l'estat de ruïna avançàs.
A final del segle xvii es decidí la reforma total de l'ermita. Les obres començaren el 1679, a càrrec del mestre picapedrer Pere Torrandell, succeït el 1695 pel pobler Agustí Isern. La nova església es beneí el 1704, però les obres a l'interior s'allargaren uns quants anys més: el 1714 el paviment i el 1716 la base del retaule major, que és obra de l'escultor Miquel Riutort (1787). El santuari passà a ser custodiat per donats (matrimonis que guardaven l'ermita i atenien els pelegrins) sota les directrius dels jurats d'Alcúdia.